# Pawnee

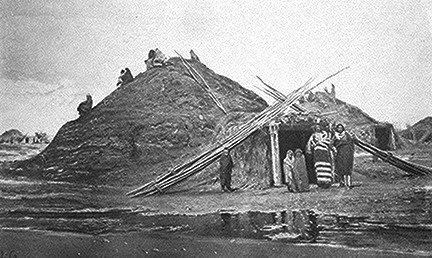
Povo Pawnee em 1873.

Os Pawnee também conhecidos como Paneassa, Pari ou Pariki, são uma tribo nativa norte-americana, que originalmente vivia no Estado de Nebraska e no norte do Kansas, e atualmente está baseada no Estado de Oklahoma.